# Bruno Rubeo
Bruno Rubeo (* 26. Oktober 1946 in Rom; † 3. November 2011 in Foligno) war ein italienischer Filmausstatter.

## Leben
Rubeo, geboren 1946 in Rom, diente in der italienischen Marine, bevor es ihn nach Kanada zog, wo er zunächst für Fernseh- und unabhängige Filmproduktionen arbeitete. Später wirkte er als Filmausstatter für internationale Produktionen, so für Oliver Stone und Taylor Hackford. Für Miss Daisy und ihr Chauffeur wurde er 1990 für einen Oscar nominiert. Für Michael Radfords Der Kaufmann von Venedig wurde er mit einem Nastro d’Argento ausgezeichnet.
Bis zu seinem Tod war er mit der mexikanischen Kostümbildnerin Mayes C. Rubeo verheiratet. Aus der Ehe ging der Sohn Marco Rubeo hervor, der als Filmausstatter tätig ist.

## Filmografie (Auswahl)
- 1986: Salvador (Salvador)
- 1986: Platoon (Platoon)
- 1990: Miss Daisy und ihr Chauffeur (Driving Miss Daisy)
- 2004: Der Kaufmann von Venedig (The Merchant of Venice)
- 2010: Love Ranch

## Auszeichnungen
- 1989: Oscar-Nominierung in der Kategorie „Best Art Direction“ bei der Verleihung 1990 für Miss Daisy und ihr Chauffeur[4]
- 2004: Nastro d’Argento in der Kategorie „Szenografie“ für Der Kaufmann von Venedig